# Eunidia dolosoides
Eunidia dolosoides är en skalbaggsart som beskrevs av Teocchi, Jiroux, Sudre, Jiroux och Henri L. Sudre 2004. Eunidia dolosoides ingår i släktet Eunidia och familjen långhorningar. Inga underarter finns listade i Catalogue of Life.